# NGC 4104
NGC 4104 ist eine linsenförmige Galaxie vom Hubble-Typ S0-a im Sternbild Coma Berenices am Nordsternhimmel. Sie ist schätzungsweise 377 Millionen Lichtjahre von der Milchstraße entfernt.
Das Objekt wurde am 11. April 1785 von Wilhelm Herschel entdeckt.